# Biuret
Biuret of biureet is een ureumderivaat met als brutoformule C2H5N3O2. Het is een kleurloze, kristallijne vaste stof die ontleedt bij 186-189°C. Ze is slecht oplosbaar in koud water maar beter in warm water.
Deze organische stikstofverbinding wordt gevormd bij het verhitten van ureum tot boven het smeltpunt, met vrijzetting van ammoniak:
Nevenproducten bij dit proces zijn onder andere triuret, cyanuurzuur en melamine.
Biuret is een proteïnevrije stikstofverbinding die wordt gebruikt als diervoederadditief voor herkauwers.
Biuret geeft dezelfde respons als proteïnen op de biureetreactie, die daaraan haar naam dankt. Om proteïnen aan te tonen met de biureetreactie is er echter geen biuret nodig.